# Lijst van voetbalinterlands Laos - Sri Lanka
Deze lijst van voetbalinterlands is een overzicht van alle officiële voetbalwedstrijden tussen de nationale teams van Laos en Sri Lanka. De landen hebben tot op heden acht keer tegen elkaar gespeeld. De eerste ontmoeting, een vriendschappelijke wedstrijd, werd op 10 juni 1972 in Jakarta (Indonesië) gespeeld. Het laatste duel, eveneens een vriendschappelijke wedstrijd, vond plaats op 20 maart 2025 in Vientiane.

## Wedstrijden
| № | Plaats    | Datum            | Competitie                          | Wedstrijd        | Uitslag |
| - | --------- | ---------------- | ----------------------------------- | ---------------- | ------- |
| 1 | Jakarta   | 10 juni 1972     | Vriendschappelijk                   | Sri Lanka − Laos | 3 − 1   |
| 2 | Vientiane | 29 november 2003 | WK 2006 kwalificatie                | Laos − Sri Lanka | 0 − 0   |
| 3 | Colombo   | 3 december 2003  | WK 2006 kwalificatie                | Sri Lanka − Laos | 3 − 0   |
| 4 | Vientiane | 4 maart 2013     | AFC Challenge Cup 2014 kwalificatie | Sri Lanka − Laos | 2 − 4   |
| 5 | Kuching   | 3 november 2016  | AFC Solidarity Cup 2016             | Sri Lanka − Laos | 1 − 2   |
| 6 | Vientiane | 28 mei 2019      | Vriendschappelijk                   | Laos − Sri Lanka | 2 − 1   |
| 7 | Vientiane | 31 mei 2019      | Vriendschappelijk                   | Laos − Sri Lanka | 2 − 2   |
| 8 | Vientiane | 20 maart 2025    | Vriendschappelijk                   | Laos − Sri Lanka | 1 − 2   |

## Samenvatting
| Competitie                     | Totaal gespeeld | Winst Laos | Gelijk | Winst Sri Lanka | Doelsaldo Laos – Sri Lanka |
| ------------------------------ | --------------- | ---------- | ------ | --------------- | -------------------------- |
| WK-kwalificatie                | 2               | 0          | 1      | 1               | 0 − 3                      |
| AFC Challenge Cup-kwalificatie | 1               | 1          | 0      | 0               | 4 − 2                      |
| AFC Solidarity Cup             | 1               | 1          | 0      | 0               | 2 − 1                      |
| Vriendschappelijk              | 4               | 1          | 1      | 2               | 6 − 8                      |
| Totaal                         | 8               | 3          | 2      | 3               | 12 − 14                    |

LFF · 
A-internationals · 
Laotiaans vrouwenelftal
1960 – 1969 · 
1970 – 1979 · 
1980 – 1989 · 
1990 – 1999 · 
2000 – 2009 · 
2010 – 2019 ·
2020 − 2029
Afghanistan ·
Bangladesh ·
Bhutan ·
Brunei ·
Cambodja ·
China ·
Filipijnen ·
Guam ·
Hongkong ·
India ·
Indonesië ·
Iran ·
Jordanië ·
Kazachstan ·
Koeweit ·
Lesotho ·
Libanon ·
Macau ·
Malediven ·
Maleisië ·
Mongolië ·
Myanmar ·
Nepal ·
Oman ·
Oost-Timor ·
Qatar ·
Saoedi-Arabië ·
Singapore ·
Sri Lanka ·
Syrië ·
Taiwan ·
Thailand ·
Turkmenistan ·
Verenigde Arabische Emiraten ·
Vietnam ·
Zuid-Korea ·
Zuid-Vietnam
FSL ·
A-internationals ·
Sri Lankaans vrouwenelftal
Afghanistan ·
Bahrein ·
Bangladesh ·
Bhutan ·
Brunei ·
Cambodja ·
China ·
DDR ·
Filipijnen ·
Guam ·
Hongkong ·
India ·
Indonesië ·
Irak ·
Iran ·
Japan ·
Jemen ·
Jordanië ·
Kirgizië ·
Laos ·
Libanon ·
Macau ·
Malediven ·
Maleisië ·
Mongolië ·
Myanmar ·
Nepal ·
Noord-Korea ·
Oezbekistan ·
Oman ·
Pakistan ·
Palestina ·
Papoea-Nieuw-Guinea ·
Qatar ·
Saoedi-Arabië ·
Seychellen ·
Singapore ·
Soedan ·
Syrië ·
Tadzjikistan ·
Taiwan ·
Thailand ·
Turkmenistan ·
Verenigde Arabische Emiraten ·
Vietnam ·
Zuid-Korea